# I'm Upset
"I'm Upset" é uma canção gravada pelo rapper canadense Drake para o seu quinto álbum de estúdio Scorpion (2018). Foi lançado pela Young Money Entertainment e Cash Money Records como o terceiro single do álbum em 26 de maio de 2018. A canção foi produzida por Oogie Mane do coletivo de produção Working on Dying.

## Composição
"I'm Upset" é uma canção de hip hop que apresenta uma produção de trap e "rolling hi-hats, deep bass e um loop de piano suave", com Drake cantando linhas como "Estou chateado / 50.000 coisas na minha cabeça, é desrespeito". Drake também faz referência à necessidade de pagar as contas de uma mulher todos os meses e "conseguir o que ela quer". A canção também foi notada como contendo uma influência emo.

## Videoclipe
O videoclipe foi dirigido por Karena Evans, e conta com Drake se reunindo com ex-membros do elenco de Degrassi: The Next Generation, a série de drama adolescente canadense em que ele interpretou o personagem Jimmy Brooks de 2001 a 2008.
O vídeo apresenta aparições de membros do elenco de Degrassi: Stefan Brogren, Lauren Collins, Nina Dobrev, Jake Epstein, Stacey Farber, Shane Kippel, A.J. Saudin, Cassie Steele, Melissa McIntyre, Adamo Ruggiero, Christina Schmidt, Miriam McDonald, Sarah Barrable-Tishauer, Jake Goldsbie, Andrea Lewis, Marc Donato, Dalmar Abuzeid, Paula Brancati, Ephraim Ellis e Linlyn Lue, bem como aparições de Kevin Smith e Jason Mewes que reprisam seus personagens de Jay e Silent Bob da série de filmes de Smith, View Askewniverse.

## Desempenho nas tabelas musicais
| Tabela musical (2018)                         | Melhor posição |
| --------------------------------------------- | -------------- |
| Austrália (ARIA)                              | 38             |
| Bélgica (Ultratip Bubbling Under de Flandres) | 29             |
| Canadá (Canadian Hot 100)                     | 5              |
| Escócia (Scottish Singles Chart)              | 62             |
| Eslováquia (Singles Digitál Top 100)          | 92             |
| Estados Unidos (Billboard Hot 100)            | 15             |
| Estados Unidos (Billboard R&B/Hip-Hop Songs)  | 10             |
| França (SNEP)                                 | 145            |
| Nova Zelândia (RMNZ)                          | 34             |
| Países Baixos (Single Top 100)                | 75             |
| Portugal (AFP)                                | 48             |
| Reino Unido (OCC UK R&B)                      | 18             |
| Reino Unido (UK Singles Chart)                | 37             |
| Suécia (Heatseeker Sverigetopplistan)         | 1              |
| Suíça (Schweizer Hitparade)                   | 91             |